# Juan Martínez de Risco
Juan Martínez de Risco (Cabeza del Buey, ¿? - Jaén, enero de 1637) fue un compositor y maestro de capilla español.
Su nombre no es seguro; aparece en las fuentes también como Juan de Riscos, Juan Martínez Risco y Juan Martín de Riscos. No debe confundirse con su sobrino, Juan de Riscos, maestro de capilla de las Catedrales de Córdoba y Toledo, ni con otro sobrino suyo, Juan Benítez de Riscos, maestro de capilla de la Catedral de Plasencia, ambos referidos a menudo como «Juan de Riscos».

## Vida
Nació en Cabeza del Buey, perteneciente a la diócesis de Córdoba, aunque en la actualidad se encuentre en la provincia de Badajoz, hijo de Pedro Martín de Riscos y de Inés de Mora. El hecho se confirma en varios documentos posteriores, pero no se ha conservado nada más sobre su formación.
Las primeras noticias documentales que se tienen de él son de su nombramiento como maestro de capilla de la Colegiata de Antequera el 19 de octubre de 1587. La documentación se refiere a él como «vecino de Córdoba», probablemente por haber nacido en la diócesis. Debía ser muy joven, ya que todavía era subdiácono y no había dado el paso al sacerdocio. Por lo demás, el musicólogo Andrés Llordén afirma que «[n]inguna otra noticia podemos apuntar de este maestro de capilla pero ya en 11 de diciembre de 1593 refiere el acta que estaba vacante la plaza por estar ausente Juan de Riscos, que la disfrutaba».
En 1586 se presentó a las oposiciones al magisterio de la Catedral de Málaga, pero «quedó excluido Juan Martínez Risco por no tener la edad, según los estatutos», lo que confirma la juventud del maestro. Sin embargo, «[e]l maestro elegido no pudo tomar posesión de la plaza, y como urgía componer las chanzonetas para la Navidad y Riscos había dejado tan buena impresión en los ejercicios que realizó, pues, aunque no entró en la votación por el defecto de la edad, sí hizo toda la oposición entera, y puesto que aún seguía en la ciudad, el Cabildo le encargó, el 5 de diciembre, la composición de las chanzonetas, la autoridad para dirigirlas cuando se cantaran, llevar el compás en las demás horas y que después, pasadas las Pascuas, le darían la gratificación merecida por su trabajo.». El magisterio sería ganado por Francisco Vázquez.
En 1592 se presentó a las oposiciones para el magisterio de la Catedral de Granada. Jerónimo de Aliseda había fallecido el 28 de junio de 1591, por lo que el cabildo granadino decidió poner edictos para la realización de oposiciones en febrero de 1592. Se presentaron seis maestros de capilla: «Juan de Riscos», maestro de la Colegiata de Antequera; Juan Fernández Garzón, maestro de la Colegiata de Alcalá la Real; Juan Fernández Garzón, maestro de la Colegiata de Baeza; Pedro Bermúdez, medio capellán de la Capilla Real de Granada; Cristóbal del Mármol, de la ciudad de Aguilar; y Luis de Aranda, seise de la Catedral de Granada. Los exámenes fueron durísimos tanto en composición, como en técnica musical o en la dirección del coro, además de ser públicos y presididos por el arzobispo Pedro de Castro y Quiñones. Acabadas las pruebas el sábado 18 de abril de 1592, fue elegido Luis de Aranda que tomó posesión de la prebenda 3 días después, el día 21.
Hay noticias de un Francisco Pareja como maestro de capilla de la Colegiata de Antequera, que habría conseguido el cargo en 1594 por ausencia de Risco. Fallecería en noviembre de 1595 sin que se tengan otras noticias de este compositor.
En 1597 se presentó a las oposiciones para el magisterio de la Capilla Real de Granada, donde se le llama habitualmente Juan de Riscos o maestro Riscos, pero en una ocasión se le llama Juan Martín de Riscos  [sic]. Martínez Risco tomó posesión de la plaza el 17 de febrero de 1598, quedando anotado que era «natural de Cabeza de Buey, obispado de Córdoba», lo que confirma que se trata de la misma persona. Solo permaneció unos meses, ya que dejaba el cargo en septiembre del mismo año, pero el 21 de julio de 1600 Martínez Risco escribía al cabildo «una carta que envió el maestro Riscos, de Jaén, por la que ofrece que vendrá a la prebenda de esta Real Capilla cada y cuando que estos señores gustaren y les sirva en este ministerio, y se le disculpa de haber dejado la dicha prebenda.» El cabildo granadino parece que no aceptó la propuesta de regresar de su maestro y organizó nuevas oposiciones, que ganaría Alonso de Tejeda, que no llegó a tomar posesión del cargo.
El 11 de septiembre de 1598 fue nombrado maestro de capilla de la Catedral de Jaén, sin que al parecer hubiese ningún tipo de examen, el mismo día de la dimisión de su antecesor, Francisco Ruiz. Es poco lo que se conoce sobre sus actividades en Jaén, aunque se sabe que allí compuso el motete Ecce sacerdos (1627), para conmemorar la llegada del cardenal Spinola, y se conoce una carta de aprobación de 1631 de un volumen de Diego de Pontac para la imprenta.
En 1600 se presentó para el magisterio de la Catedral de Sevilla, vacante tras el fallecimiento del gran Francisco Guerrero. En las oposiciones se enfrentó a Ambrosio Cotes, maestro de capilla de la Catedral de Valencia, sin éxito.
Permaneció en el cargo en Jaén hasta su fallecimiento en 1637.

## Obra
Su oposición en la Catedral de Sevilla, como sucesor de Guerrero, da una idea del prestigio del maestro Martínez Risco. De hecho, no se sabe si Lope de Vega en su Auto del hijo pródigo, se refiere a él o a su sobrino cuando escribe,

Habla Doña María de Zuazo y canta
Que todo encanta cuando canta y habla
Puede Doña María de los Cobos
Mover las piedras otra vez en Tebas
Con las Perazas singulares hombres.
Isasi vive por la tecla insigne
Y en la música Risco, Lobo y Cotes

La única obra que se puede atribuir con seguridad a Juan Martínez Risco es el motete a cinco voces, Venite ascendamus ad montem Domini (1597). Procede de la documentación de las oposiciones a la Capilla Real de Granada, por lo que su autoría es segura. La obra muestra el dominio absoluto del contrapunto de este maestro.
Existen una serie de composiciones en diversos archivos de las que no es posible saber cuál de los maestros Risco es el autor: «[t]odo era lo mismo, porque este apellido lo habían tomado sus antepasados del lugar de Risco, de donde procedían, y las gentes los nombraban así unas veces por abreviar y otras por ignorancia.»
- La zagala del Genil, canción a 3 voces, en la Biblioteca Nacional de España;
- Magnificat a 4 voces, en la Catedral de Valladolid;
- Salve Regina a 4 voces, en la Catedral de Bogotá;
- Venite ascendamus ad montem Domini, motete a cinco voces, Capilla Real de Granada.